# Dan San
 (juin 2022).
La mise en forme du texte ne suit pas les recommandations de Wikipédia : il faut le « wikifier ».
Les points d'amélioration suivants sont les cas les plus fréquents :
- Les titres sont pré-formatés par le logiciel. Ils ne sont ni en capitales, ni en gras.
- Le texte ne doit pas être écrit en capitales (les noms de famille non plus), ni en gras, ni en italique, ni en « petit »…
- Le gras n'est utilisé que pour surligner le titre de l'article dans l'introduction, une seule fois.
- L'italique est rarement utilisé : mots en langue étrangère, titres d'œuvres, noms de bateaux, etc.
- Les citations ne sont pas en italique mais en corps de texte normal. Elles sont entourées par des guillemets français : « et ».
- Les listes à puces sont à éviter, des paragraphes rédigés étant largement préférés. Les tableaux sont à réserver à la présentation de données structurées (résultats, etc.).
- Les appels de note de bas de page (petits chiffres en exposant, introduits par l'outil «  Source ») sont à placer entre la fin de phrase et le point final[comme ça].
- Les liens internes (vers d'autres articles de Wikipédia) sont à choisir avec parcimonie. Créez des liens vers des articles approfondissant le sujet. Les termes génériques sans rapport avec le sujet sont à éviter, ainsi que les répétitions de liens vers un même terme.
- Les liens externes sont à placer uniquement dans une section « Liens externes », à la fin de l'article. Ces liens sont à choisir avec parcimonie suivant les règles définies. Si un lien sert de source à l'article, son insertion dans le texte est à faire par les notes de bas de page.
- La présentation des références doit suivre les conventions bibliographiques. Il est recommandé d'utiliser les modèles {{Ouvrage}}, {{Chapitre}}, {{Article}}, {{Lien web}} et/ou {{Bibliographie}}. Le mode d'édition visuel peut mettre en forme automatiquement les références.
- Insérer une infobox (cadre d'informations à droite) n'est pas obligatoire pour parachever la mise en page.

Pour une aide détaillée, merci de consulter Aide:Wikification.
Si vous pensez que ces points ont été résolus, vous pouvez retirer ce bandeau et améliorer la mise en forme d'un autre article.
Dan San est un groupe de rock/folk indépendant belge.

## Biographie
Dan San est un groupe de rock/folk indépendant belge originaire de Liège formé en 2005 par ses deux auteurs/compositeurs, Jérôme Magnée et Thomas Medard. Le groupe se produit d'abord en duo, trio puis quatuor et prend sa forme définitive en 2010 avec ses six membres.
Leur premier E.P. « Pillow » sort en 2010 sur le label JauneOrange et suscite un certain intérêt de la scène locale. Deux ans plus tard, ils sortent leur premier album « Domino » qui rencontre une plus large audience et place le groupe sur la scène indépendante européenne. La tournée traverse la Belgique ainsi que l'Allemagne, l'Autriche, les Pays-Bas, la France, l'Angleterre, le Pays de Galles et la Suisse. 
En 2016, Dan San sort son deuxième album « Shelter ». Enregistré au studio la Frette à Paris et produit par Yann Arnaud (Syd Matters, Air, Phoenix...), le disque rencontre un succès critique et est distribué en Europe, au Canada, aux États-Unis et au Japon. Il s'ensuit une tournée de deux ans et plus de 100 concerts en Europe et au Canada. L'album remporte deux D6bels Music Awards.
En 2023 le groupe sort son troisième album studio « Grand Salon ». Salué par la critique, quatre des titres du disque trouveront le chemin des radios. (« Hard Days Are Gone », « The Unknown »,« Dear Friend » et « Christmas Call » (rework du titre « Midnight Call »)).
Au cours de sa carrière, le groupe partage la scène avec The Franklin Electric (en), Beirut, Bat For Lashes, Syd Matters, An Pierlé, Absynthe Minded, Balthazar ou encore Andrew Birds.
La formation se produit sur de nombreuses scènes de festivals européens : Dour, Les Ardentes, les Francofolies de Spa, Brussels Summer festival, les Trans Musicales de Rennes, le Printemps de Bourges, Eurosonic (nl) et au Canada : Festival de musique émergente (FME), Festival d'été de Québec (FEQ), Montréal en lumière, ou encore La Scène de Malmédy.

## Membres
- Jérôme Magnée : Chant, Guitare, Claviers.
- Thomas Medard : Chant, Guitare, Claviers.
- Maxime Lhussier : Chant, Basse.
- Leticia Collet : Chant, piano, Claviers.
- Damien Chierici : Violon, Claviers.
- Olivier Cox : Batterie